# 李承式
李承式（1528年—1605年），字敬甫，又字之義，號見衡，山西大同府大同縣人，遷居江都（今揚州市）。明朝政治人物，同進士出身。

## 生平
李承式為嘉靖三十一年（1552年）壬子科山西乡试第六十四名舉人，嘉靖三十五年（1556年）中式丙辰科会试二百十四名，廷试三甲一百七十三名進士。兵部观政，初授浙江钱塘县知县，嘉靖三十九年（1560年）改任直隸深澤縣知縣，任內修建文廟，減負賑災。深澤城牆東、南、西三面皆有城門樓，李承式創修北极臺，並在其上建真武廟，以壯城北形勝。臺廟至今尚存。三年後，承式因父喪丁憂離職。
嘉靖四十四年（1565年）起任順天府固安縣知縣。在任八日再以母喪歸。隆慶二年（1568年）起復，升南京工部主事，督蘆課，改兵部武選司，驻通州，历官兵部职方司郎中，萬曆元年（1574年）三月升陕西榆林兵备副使，以延镇修理边垣功，三年三月升俸一级，加賜金币。改山东副使，五年二月升河南左参政，升浙江按察使，八年五月以驿递违例，降三级。十一年正月降为陕西隴右道右参议，未赴任，三月升河南副使，主管河道兼摄驿传。未幾升四川參政，守川北道，甫上任，擢湖廣按察使，升陕西右布政使，居数月，称病归。家居五年，因日本侵略朝鲜之役，以边才被举荐，二十一年七月起补山东右布政使，备兵开原，因与撫臣不合，二十二年五月調官福建左布政使，以考察罢归。

## 家族
曾祖李興。祖父李英。父李满，贈南京工部主事。母卫氏，贈安人。兄李承弼，號菜涧，丙午举人、新安知縣。承式長子李植，生於其在深澤任職期間，萬曆五年（1577年）中進士，官至遼東巡撫；子李杜為萬曆十四年（1586年）丙戌科進士，任遵化知縣，升禮部郎中。四子李柄，天启二年（1622年）进士。
李承式留次子李模、三子李樌在老家大同，自己带季子李栱定居江南江都，死后葬于其地。